# Non-Uniform Memory Access
NUMA (engelska Non-Uniform Memory Access eller Non-Uniform Memory Architecture) är en datorarkitektur för utformning av minnessystem för multiprocessorsystem, där åtkomsttiden är beroende av minnesenhetens fysiska placering relativt processorerna. 
Den grundläggande principen är att varje processor i systemet har kontinuerlig åtkomst till en specifikt dedikerad del av datorns minne, som inte delas med övriga processorer. Detta skiljer sig från exempelvis ett SMP-system, där processorna istället delar på systemminnet. SMP-tekniken kan leda till viss latens, eftersom en eller flera processorer kan behöva "stå i kö" för att och vänta på att få hämta ny data att behandla. Detta är inte fallet i NUMA-baserade system. På sådana system utnyttjas dock den sammanlagda mängden minne mindre effektivt än under SMP – på grund av att vissa data skrivs flera gånger, till varje processors dedikerade minnesdel – men prestanda kan vara högre eftersom enskilda processorer aldrig behöver vänta på data.